# Colleen Brady
Colleen Brady is een personage uit de soapserie Days of our Lives. Colleen was te zien in flashbacks en werd gespeeld door Alison Sweeney, die ook de rol van Sami Brady speelt. In 2008 nam de oudere Shirley Jones de rol voor haar rekening.

## Personagebeschrijving
Colleen wilde in het klooster treden toen ze in Galway, Ierland woonde. De Italiaanse zakenman Santo DiMera werd naar haar kerk gebracht toen hij gewond was. Ze werden verliefd op elkaar en hadden een verboden affaire, nadat de vrouw van Santo overleden was. Hun verhaal werd verteld via de liefdesbrieven die ze geschreven hadden.
Men dacht dat Colleen op jonge leeftijd op een verschrikkelijke manier om het leven was gekomen door van een klif af te springen. Haar broer Shawn beweerde dat ze vermoord was door een DiMera, terwijl Santo's zoon Stefano beweerde dat ze door Shawn vermoord was. In feite waren ze beiden schuldig. Stefano vertelde aan Shawn dat zijn moeder niet dood was en dat zijn vader nog steeds getrouwd was op de dag van het huwelijk van Colleen en Santo. Shawn vertelde dit aan Colleen, die daarop klaarblijkelijk zelfmoord pleegde. Er werd echter geen lichaam gevonden, enkel haar habijt. De dood van Colleen wordt gezien als het begin van de vete tussen de familie Brady en DiMera.
In januari 2008 dook Colleen levend en wel op en ze ontvoerde Claire Brady en leidde zo Bo, Hope, Shawn D, Belle, Philip Kiriakis, Chloe Lane, Marlena Evans en John Black naar Ierland waar ze de intussen oud geworden Colleen ontdekten in het dorpje New Ross. Ze had haar dood geveinsd en had Ierland verlaten. Op haar sterfbed vertelde ze waarom ze dit gedaan had.
Colleens hart was gebroken omdat Santo gelogen had over het feit dat hij getrouwd was. Ze kon geen zelfmoord plegen omdat dit een doodzonde was, maar ze wilde dat Santo zou denken dat ze dood was zodat hij terug kon gaan naar zijn vrouw en kinderen. Nadat ze gevlucht was ontdekte ze dat ze zwanger was. Ze gaf haar kind op voor adoptie en bracht haar leven door in Zuid-Amerika. Toen ze ontdekte dat ze stervende was en dat Stefano nog steeds haar familie kwelde ontvoerde ze Claire om haar veilig te houden. Ze bekende dat haar zoon niemand minder dan John Black was en dat ze hem Ryan Brady had genoemd. Haar enige grote liefde was Santo. Colleen stierf en ging naar het hiernamaals waar Santo haar verwelkomde.
Enkele jaren later wordt ontdekt dat John niet Ryan Brady is en dat de echte Ryan in een weeshuis was overleden. 